# Miguel Cantacuzeno (morto em 1264)

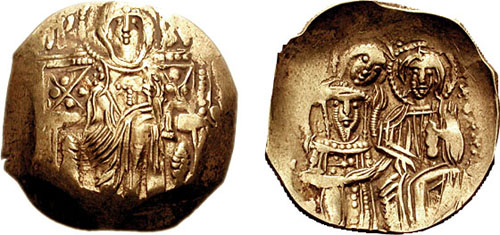
Hipérpiro do imperador r.

Miguel Cantacuzeno (m. 1264) foi um oficial militar bizantino do século XIII que serviu como grande conostaulo sob o imperador Miguel VIII Paleólogo (r. 1259–1272). Segundo Jorge Paquimeres, Cantacuzeno estava entre os oficiais sob comando de João Paleólogo, irmão de Miguel VIII, em 1263 na campanha contra déspota Miguel II do Epiro (r. 1230–1266/68). Foi após esta campanha que Cantacuzeno foi elevado à posição de grande conostaulo.
A Crônica da Moreia menciona um Cantacuzeno, de primeiro nome desconhecido, que era céfalo ou governador da província do Peloponeso em 1262. Este Cantacuzeno retransmitiu relatórios da agressão de Guilherme II de Vilearduin, que levou Miguel VIII a enviar um exército para o Peloponeso contra Guilherme. Ele era um soldado renomado, e sua morte no começo da batalha de Macriplagi teve um efeito desmoralizante no lado bizantino, que acabou perdendo. Donald Nicol aventa a possibilidade deste indivíduo ser Miguel Cantacuzeno, mas ainda assim admite ser difícil provar. Apesar disso, essa identificação é frequentemente assumida em trabalhos mais antigos.
Este Miguel pode também ser o avô de João VI Cantacuzeno com base na versão aragonesa da Crônica da Moreia. Nicol observa, "o pai do futuro imperador João VI é conhecido por ter sido governador bizantino do Peloponeso."